# 大網郵便局
大網郵便局（おおあみゆうびんきょく）
- 千葉県大網白里市にある郵便局。本記事にて記述する。
- 山形県鶴岡市にある郵便局。局番号は85090。

大網郵便局（おおあみゆうびんきょく）は千葉県大網白里市にある郵便局。民営化前の分類では集配普通郵便局であった。

## 概要
住所：〒299-3299 千葉県大網白里市大網134-5

## 沿革
- 1872年8月4日（明治5年7月1日） - 大網郵便取扱所として開設[1]。
- 1875年（明治8年）1月1日 - 大網郵便局（五等）となる。
- 1885年（明治18年）6月10日 - 貯金取扱を開始。
- 1893年（明治26年）4月16日 - 為替取扱を開始。
- 1957年（昭和32年）1月16日 - 増穂郵便局から電話交換事務の取扱を移管[2]。
- 1957年（昭和32年）3月16日 - 上総瑞穂簡易郵便局の廃止に伴い、取扱事務を承継。
- 1969年（昭和44年）3月18日 - 電話交換業務を東金電報電話局に移管。
- 1991年（平成3年）3月25日 - 白里郵便局から集配業務を移管。
- 1991年（平成3年）8月1日 - 特定郵便局から普通郵便局に局種別改定。
- 1998年（平成10年）9月1日 - 外国通貨の両替および旅行小切手の売買に関する業務取扱を開始。
- 2007年（平成19年）10月1日 - 民営化に伴い、併設された郵便事業大網支店に一部業務を移管。
- 2012年（平成24年）10月1日 - 日本郵便株式会社発足に伴い、郵便事業大網支店を大網郵便局に統合。

## 取扱内容
- 郵便、印紙、ゆうパック、内容証明
- 貯金、為替、振替、振込、国際送金、外貨両替・トラベラーズチェック、国債、投資信託
- 生命保険、バイク自賠責保険、自動車保険
- ゆうちょ銀行ATM
- 大網白里市内の集配業務
- ゆうゆう窓口

## 周辺
- 大網白里市役所
- 大網白里市図書室
- 国道128号

## アクセス
- JR外房線・東金線 大網駅から徒歩約15分
- 小湊バス 住宅入口停留所もしくは大網町役場入口停留所下車
- 東金九十九里有料道路 押堀ICから南西へ約6km、千葉東金道路 山田ICから南東へ約7km
- 駐車場あり：13台